# Ferreirinho-de-sobrancelha
Ferreirinho-de-sobrancelha (nome científico: Todirostrum chrysocrotaphum) é uma espécie de ave da família dos tiranídeos. É encontrada em diversos países sul-americanos da região Amazônica.